# فقط برقص ۲۰۲۱
فقط برقص ۲۰۲۱ (انگلیسی: Just Dance 2021) یک بازی ویدئویی ریتم رقص است که توسط یوبی‌سافت توسعه شده‌است. این بازی در ۱۲ نوامبر ۲۰۲۰ برای نینتندو سوئیچ، پلی‌استیشن ۴، اکس‌باکس وان، گوگل استادیا و در ۲۴ نوامبر ۲۰۲۰ برای پلی‌استیشن ۵ و اکس‌باکس سری اکس و سری اس منتشر شد.